# سهام ترجمان
سهام ترجمان (1351- 1445 / 1932- 2023م) أديبة وكاتبة سورية دمشقية، عملت في الصحافة والإعلام.
عضو اتحاد الكتاب العرب، ومستشارة ثقافية في مركز الدراسات العسكرية والإستراتيجية بوِزارة الدفاع السورية.

سهام ترجمان في شبابها

## سيرتها
ولدت سهام بنت فهمي الترجمان، في حي العمارة بمدينة دمشق عام 1351 هـ / 1932 م، لأب دمشقي وأم من أصول جزائرية، من أسرة «ينيوي جزائري».
تلقت تعليمها في دمشق؛ المرحلة الابتدائية في مدرسة زُبَيدة للبنات في طريق الصالحية عام 1945م، والإعدادية في حي ساروجة، والثانوية في مدرسة التجهيز الأولى للبنات في حي الطلياني، ثم حصلت على الإجازة (شهادة ليسانس) من قسم الفلسفة بكلية الآداب في جامعة دمشق سنة 1955م.
بدأت حياتها العملية في إذاعة دمشق محررة ومذيعة لبرنامج «الجندي» عام 1956م، بالاشتراك مع نشأت التغلبي، وقدمت عددًا من البرامج الثقافية مدَّة طويلة، منها برنامج بعنوان «فنجان قهوة» مدته نصف ساعة مساء كل أحد، وهو مقابلة وحوار مع شخصية تختارها، كان سببَ شهرتها في الأوساط الأدبية في سورية وخارجها. ومن البرامج التي قدمتها أيضًا: برنامج «المرأة»، وبرنامج «الحقيبة الدبلوماسية»، وبرنامج «القوات المسلحة»، وبرنامج «حماة الديار».
عملت في الصحافة كاتبة ومحررة، وتولت التحرير الصحفي في مجلة «الجندي العربي» التي صار اسمها مجلة «جيش الشعب»، ثم عُينت نائبًا لرئيس تحريرها، ثم رئيسًا لتحرير مجلة «فلاش» التي تصدُر بالإنكليزية عن الإدارة السياسية للجيش والقوات المسلحة.
وفي زمن الوحدة بين سوريا ومصر 1958- 1961م، تنقلت بين القُطرين الشقيقَين في مهمَّات صحفية وإعلامية كثيرة، بعد أن تولت قسم التخطيط الإعلامي والثقافي في الإدارة السياسية للجيش والقوات المسلحة.
وهي عضو جمعية النقد الأدبي في اتحاد الكتاب العرب، في سورية.
وقدَّمت الكثير من المحاضرات عن مدينة دمشق وتاريخها وخصائصها وعادات أهلها، في الولايات المتحدة ولندن وباريس فضلًا عن دمشق، ولها فضلُ الإسهام في الإبقاء على عدد من الأحياء الدمشقية القديمة العريقة، بعد معاركَ خاضتها للحفاظ على تراث العِمارة العربية في دمشق.
تزوجها عام 1971م الضابطُ النقيب فؤاد محفوظ، لكنَّ القدر حرمها منه سريعًا، حين استُشهِد في حرب الاستنزاف عام 1973م.
وقد نالت شهادة الدكتوراه في الإبداع الفكري، عن كتابها «فرقة المعتزلة» الذي يتناول أثر المعتزلة والعقل في الفلسفة الإسلامية.
اعتزت سهام ترجمان بانتمائها لدمشق وحبها لها، في جميع إصداراتها ومحاضراتها، وهي القائلة: «وكأني ما أتيتُ إلى هذه الدنيا إلا لأكون دمشقية؛ أفهم دمشق، أحبها وأكتب عنها، وأرسم لوحات بالألوان عن حاراتها وعن أهلها وعن حاضرها وماضيها، وأحملها في داخلي وأمشي. الشام سرُّها مقدَّس؛ فهي قلبٌ ما تعوَّد إلا أن يُحبَّ ويَضُمَّ، وهي المدينة التي مرَّ بها ووصلَ إليها الأنبياء والرسل والقدِّيسون. جنوبها عند مِنطقة القدم وصل النبيُّ محمد ، وعلى الشارع المستقيم مشى القدِّيس بولس إلى العالم مبشرًا بتعاليم المسيح ، وفي الجامع الأموي مقام القدِّيس يوحنَّا المَعمَدان أو النبي يحيى كما يسمِّيه المسلمون، وعلى رابية في منطقة الصالحية مقام المتصوِّف الكبير محيي الدين ابن عربي».

## المؤلفات
- يا مال الشام (دراسة في 3 مجلدات) - دمشق 1969م، ط2 1978م.
- جبل الشيخ في بيتي (دراسة) - دمشق 1982م.
- آه... يا أنا (دراسة) - دمشق 1986م.[7]
- فرقة المعتزلة (دراسة).
- رسائل الأميرة زينب الحسنية إلى الرائدة الشامية ماري عجمي.
- رسالة إلى الطيار الإسرائيلي الذي قتل زوجي.
- تُرجم كتابها (يا مال الشام) إلى الإنكليزية، ترجمته المستشرقة الأمريكية البرفسورة الدكتورة أندريارو أستاذة علم الأنتربولوجي والسوسيولوجي في جامعة سيراكيوز في نيويورك.[8]

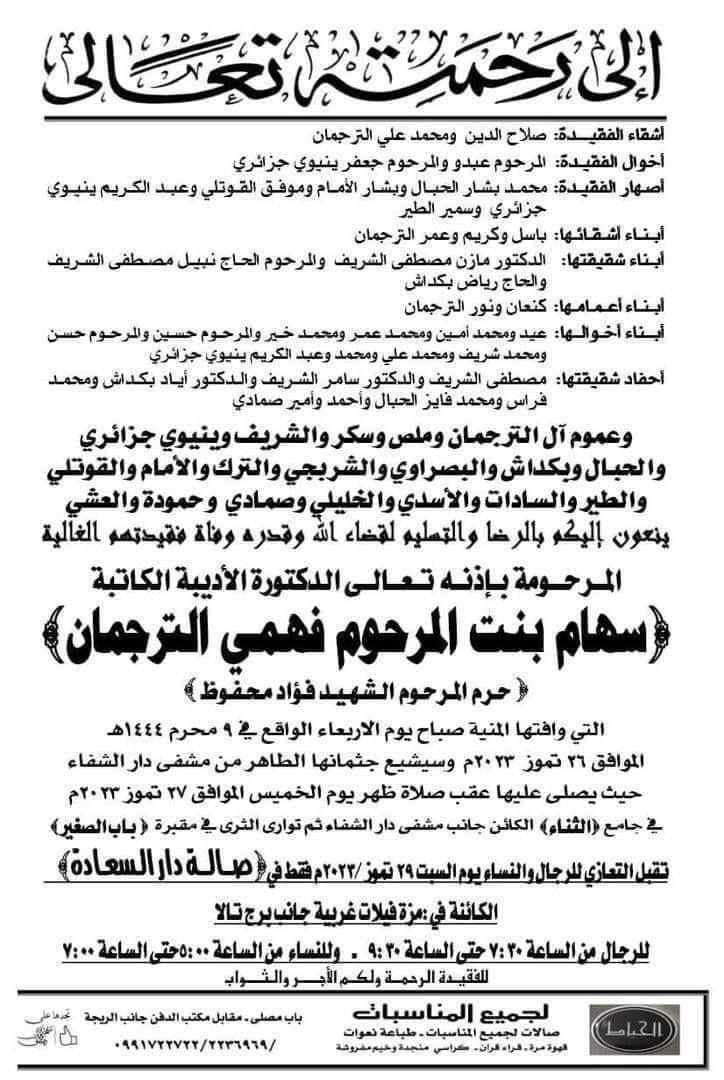
ورقة نعي سهام ترجمان

## وفاتها
توفيت بدمشق، صباح يوم الأربعاء 8 المحرم 1445هـ/ 26 يوليو 2023م، وصُلي عليها صلاة الجنازة في اليوم التالي الخميس في جامع الثناء، ثم دُفنت في مقبرة الباب الصغير.

## وصلات خارجية
- حلقة الأديبة السورية سهام ترجمان - التأليف د. عفاف الشب - الإخراج نعيم السالم